# Basílica de Santa Maria de Mataró
La Basílica de santa Maria de Mataró és una església a Mataró (Maresme). Va ser construït a partir de 1675, amb referències a la l'existència de temples anteriors que daten de l'any 1008. És un Bé Cultural d'Interès Nacional. Abans de l'actual temple hi va haver una església romànica i encara abans un temple d'origen romà.

## Descripció

### Nau central
L'església de Santa Maria de Mataró, parròquia tradicional de la ciutat, és a la plaça de Santa Maria. És un gran edifici, entre barroc i neoclàssic, d'una sola nau —coberta per voltes de llunetes— amb capelles laterals entre els contraforts i un ampli transsepte, als braços del qual hi ha, respectivament, la capella del Roser i la de Sant Josep, precedides d'un espai cobert amb cúpula. El presbiteri té planta pròxima al polígon però amb els paraments arrodonits. De l'església gòtica es conserven els arcs apuntats d'accés a les capelles laterals (l'espai de la nau actual era dividit en tres naus, en l'edifici gòtic). Als peus de la nau hi ha un nàrtex sobre el qual s'assenta l'orgue. La façana, d'estil historicista, és formada per dos cossos: l'inferior, centrat per la porta, és dividit verticalment en cinc sectors per pilastres corínties; el superior consta de tres sectors i és centrat per una rosassa. El campanar, de tipologia barroca, s'aixeca al costat dret de l'església sobre el basament gòtic.

### Capelles
A banda i banda d'aquest temple s'adossen diverses capelles afegides. L'edifici actual correspon a l'ampliació iniciada el 1675 per l'arquitecte milanès Ercolle Torrellio. A l'esquerra de la nau hi ha el baptisteri, la capella de les Santes, antigament el Sagrament, del segle xvii, la de la Puríssima i la de Sant Desideri. A la dreta de la nau, formant unitat amb la façana de l'església, hi ha la nova capella del Sagrament, del segle xix, la capella de Sant Joan amb el retaule de Sant Nicolau i, ran del transsepte, al costat del fossar xic, la capella dels Dolors, amb una decoració exuberant. Aquesta capella, que inicialment era separada de l'església parroquial, és una magnífica obra barroca, decorada i pintada per Antoni Viladomat (porta d'entrada, gelosies, retaule, quadres, medallons); damunt de la sagristia hi ha la sala de juntes de la Congregació dels Dolors amb un valuós conjunt pictòric que ressegueix la forma octogonal de la sala.

### Conjunt dels Dolors

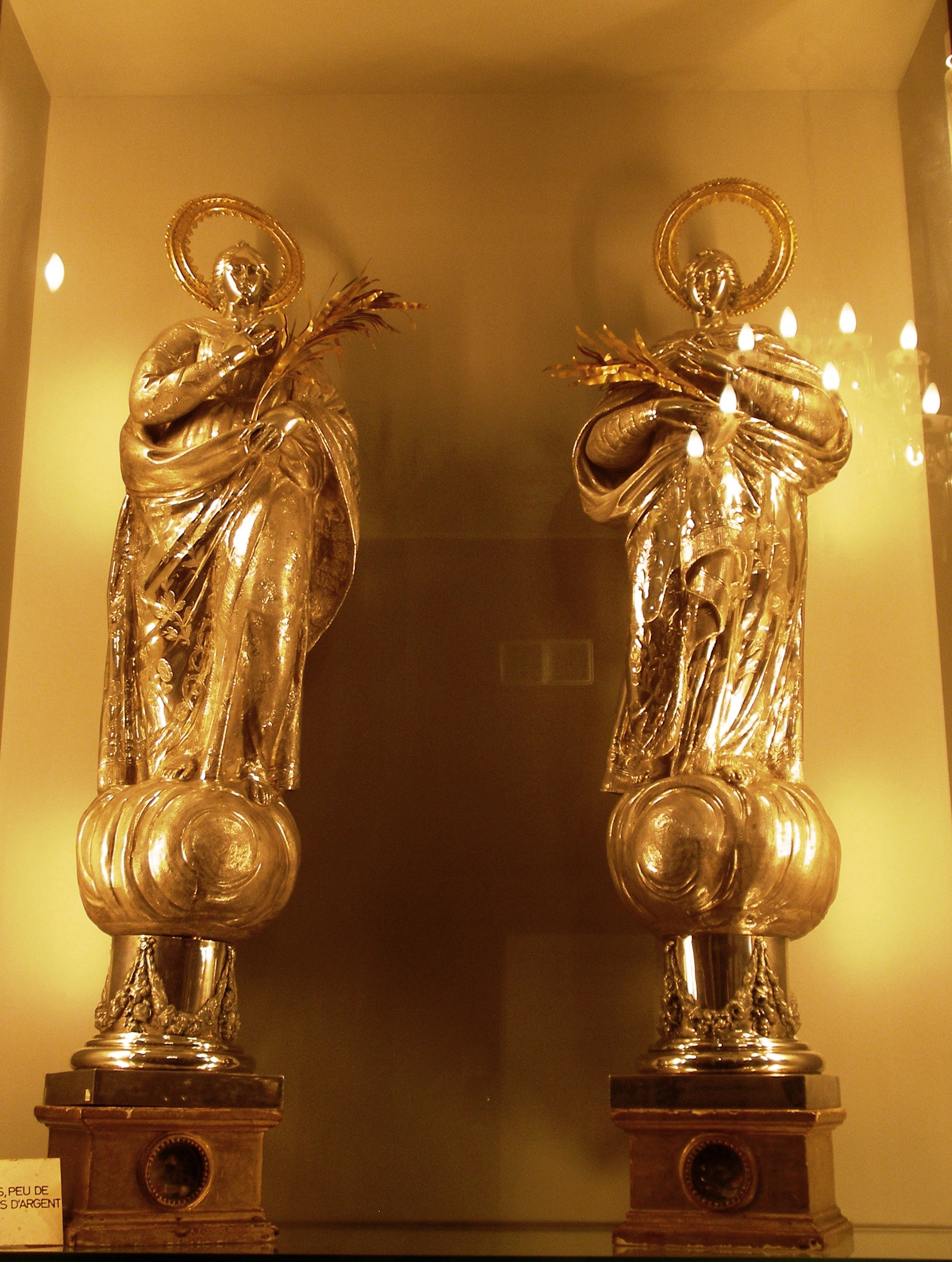
Reliquiaris de Juliana i Semproniana a Santa Maria de Mataró

Dins de Santa Maria, el Conjunt dels Dolors és un dels exponents del Barroc català millor conservats. Els seus orígens es remunten a l'any 1694, moment en què s'obté el vistiplau per a la construcció d'una capella per als servites que s'iniciaria l'any 1698. Les obres van trigar uns deu anys, va van romandre paralitzades per l'esclat de la Guerra de Successió. La construcció, a cavall entre els segles xvii i xviii per encàrrec de la Venerable Congregació de Nostra Senyora dels Dolors, es completà amb la decoració de frescos, olis i elements escultòrics dissenyats per Antoni Viladomat i Manalt entre els anys 1722 i 1737.
L'espai principal és la capella, on es pot contemplar un impressionant conjunt de teles amb les estaciones del Via Crucis i els Dolors de la Verge. Amb personatges d'aspecte dramàtic i paisatges propers al visitant de l'època, Antoni Viladomat va transmetre amb encert els valors i sentiments dels fets narrats a les escenes. Una íntima i acollidora Sala de Juntes, situada en un primer pis de l'edifici, està decorada amb teles pintades a l'oli que representen als apòstols i evangelistes i està presidida per l'Asunción de María (al sostre) acompanyada per un grup d'àngels. Una cripta per enterrar als membres de la congregació en el subsòl de la capella i un cor amb un gran balcó recarregat amb gelosies completen l'edifici.
El juliol de l'any 2015 es va iniciar la restauració de les pintures murals de Viladomat. El treball, dut a terme pel Centre de Restauració de Béns Mobles de Catalunya, es va centrar sobretot en la neteja de la brutícia que cobria les pintures, l'eliminació de repintades posteriors a l'original, així com la fixació i consolidació de la capa de pintura i la del suport de guix. D'altra banda, es va renovar la il·luminació de l'espai per adaptar-lo a la normativa vigent. El cost de l'obra es va finançar a parts iguals pel Departament de Cultura de la Generalitat de Catalunya, l'Ajuntament de Mataró i l'Arquebisbat de Barcelona. Les obres de restauració es van inaugurar el juliol de 2016.

### Cimbori
El retaule del Roser va ser construït a finals del segle xvii per l'arquitecte i escultor mataroní Antoni Riera i Móra, amb la col·laboració del seu fill Marià Riera i de l'escultor Lluís Bonifaç. En el Fossar Xic es poden admirar els esgrafiats exteriors de la capella dels Dolors, renovats recentment.
Després de la guerra civil i amb la destrucció del retaule de l'altar major, la parròquia encarregà a Ros i Bofarull la projecció de dues imatges de les Santes patrones i les obres de reforma del presbiteri. El resultat fou la construcció d'un cimbori fet de quatre arcs sostinguts per quatre columnes simples a l'estil romà d'Orient. Al capdamunt del cimbori hi ha una petita cúpula. Ros i Bofarull projectà, per cada angle on descansen els arcs, les santes Semproniana i Juliana, que havien de ser ubicades en un futur retaule. Les escultures són de tractament realista allunyat de qualsevol expressivitat.

### Sala de juntes

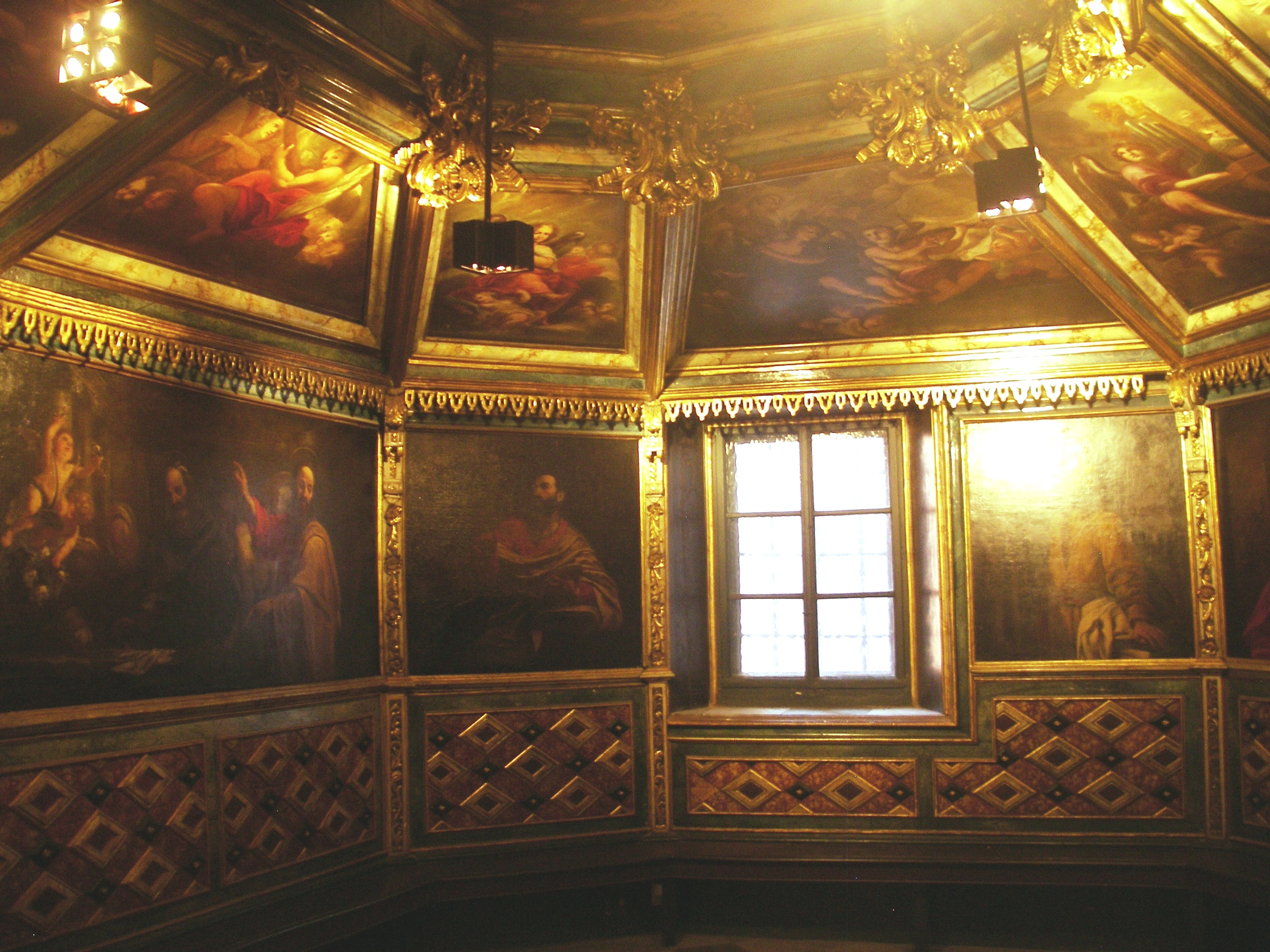
Sala de Juntes de la Basílica de Santa Maria

La Sala de Juntes de la Congregació dels Dolors es troba per sobre la sagristia de la capella dels Dolors i s'hi accedeix per una estreta escala. És molt petita, fa 5 x 10 m de superfície i 2 m d'alçada, com a màxim. Comunica per una banda amb un cambril que té un altar i per l'altra a una petita habitació on es troba una de les gelosies dels laterals de la capella. La sala de juntes és envoltada per un banc que ressegueix tota la paret. El conjunt pictòric ressegueix la forma octogonal de la sala, pel que fa al sostre, i es compartimenta, a través d'uns marcs daurats en quadres trapezoïdals situats al voltant d'un de central octogonal on hi ha la imatge de l'Assumpció de la Verge. Altres temes són d'àngels i els evangelistes Sant Joan i Sant Lluc. El conjunt es caracteritza per una gran profusió de colors vius, sobre tot vermell. I per la riquesa del tractament dels marcs daurats que separen entre si els quadres pictòrics.

## Història

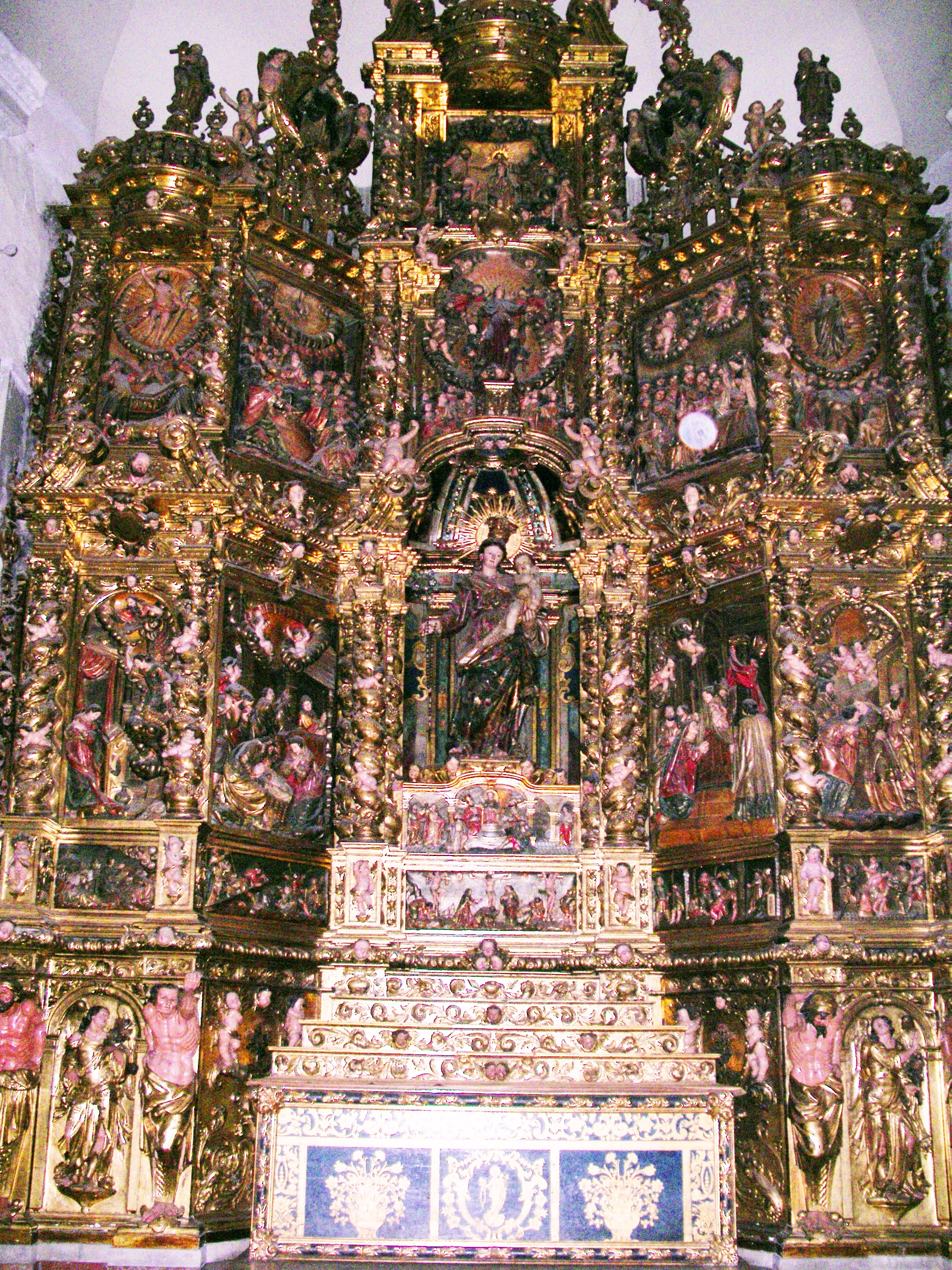
Retaule del Roser.

L'església de Santa Maria de Mataró, documentada des de l'any 1054, era possiblement una petita església preromànica o romànica que perdurà fins a finals del segle xiv, quan hom construí el temple gòtic, substituït posteriorment per l'edifici que ha arribat als nostres dies. Durant el primer quart del segle xvi fou aixecat, al mateix indret, un temple gòtic de tres naus; les obres de dita construcció ja estaven iniciades l'any 1508. L'any 1533, el Consell de la Universitat resolgué fer pintar el retaule major a càrrec del portuguès Pere Nunes. El temple gòtic, del qual només resta el sector inferior del campanar i els arcs apuntats de les capelles laterals, a mitjan segle xvii esdevingué insuficient per a la població de Mataró. El 1675 s'iniciaren les obres segons projecte del Pare Josep de la Concepció, el "tracista", substituït el 1675 pel d'Ercole Turelli, arquitecte milanès establert a Barcelona. Es va construir allargant per la part de llevant l'espai de l'antiga església del segle xv.
Fou encarregat de l'obra el mestre de cases de Barcelona Benet Juli. Les obres s'interromperen diverses vegades fina que el 1754 s'acabaria d'enllestir tot, amb la construcció del Portal Xic. La façana fou construïda en ple segle xix (1861-1864) per l'arquitecte Gaietà Simó. El 1864 s'hi afegí la capella del Sagrament, que seria construïda sobre l'antic fossar, projectada per l'arquitecte mataroní Emili Cabanyes i decorada pel pintor Enric Monserdà. Actualment, adossada a santa Maria, hi ha el conjunt dels Dolors, construït entre el 1698 i el 1708, que inicialment era separat de la parròquia. A partir del 1722 fou decorat pel pintor Antoni Viladomat.
L'any 1690 s'inicià la construcció del retaule barroc del Roser, obra de l'escultor mataroní Antoni Riera, ajudat en una primera fase per Lluís Bonifaç i després pel seu propi fill, Marià Riera.
El retaule del Roser, junt amb el de sant Nicolau i amb alguns fragments del de Sant Desideri (amb els quals s'ha fet un retaule modern), és pràcticament l'única obra que es va salvar de la destrucció de la Guerra Civil de 1936-1939. El primer retaule major s'havia encarregat a Carles Moretó quan se li encomanà que finalitzés l'obra arquitectònica del conjunt, restant inacabat. Un segon retaule major fou encarregat a Salvador Gurri (1779-1795), el qual presidí l'altar major fins que fou destruït l'any 1937. Com a complement d'aquest retaule, el pintor Pere Pau Montanya havia fet tres grans teles i el seu gendre, Joan Giralt, una altra. Sobre el principal portal hi ha un monumental orgue construït per Gaietà Estadella el 1927, i restaurat l'any 1974 per Gabriel Blancafort i París i Georges Lhote. En la decoració de l'altar major hi treballà Santiago Estrany i Castany.
L'església de Santa Maria va ser restaurada a finals del segle xix i novament després de la Guerra Civil espanyola (1936-1939), i el 1928 fou elevada a la categoria de basílica menor. Junt amb l'església s'ha protegit tot un sector del voltant com a entorn. A finals del segle xx s'ha restaurat la façana i s'ha rehabilitat l'entorn. El 23 de gener de 2010 va acollir la beatificació de Josep Samsó i Elias, en la primera beatificació celebrada a Catalunya des del segle xii. El beat està enterrat a la basílica de Santa Maria de Mataró, que també acull les relíquies de les santes Juliana i Semproniana.